# Tour de Aravá
El Tour de Aravá es una carrera profesional femenina de un día que se disputa en la región de Aravá en Israel. Hace parte de un festival de 3 días denominado como Gran Fondo Arava Cycling Festival.
La carrera fue creada en el año 2019 como competencia de categoría 1.2 del calendario internacional femenino de la UCI.

## Palmarés
| Año  | Ganador          | Segundo              | Tercero            |
| ---- | ---------------- | -------------------- | ------------------ |
| 2019 | Rotem Gafinovitz | Naima Madlen Diesner | Antri Christoforou |

## Palmarés por países
| País   | Victorias |
| ------ | --------- |
| Israel | 1         |